# Raisa Michajlova
Raisa Pavlovna Michajlova (Russisch: Раиса Павловна Михайлова; meisjesnaam: Кузнецова (Koeznetsova)) (Moskou, 17 juli 1937 - Moskou, 12 maart 2014) was een basketbalspeelster die uitkwam voor het nationale team van de Sovjet-Unie. Ze werd Meester in de sport van de Sovjet Unie in 1961 en ze kreeg de onderscheiding geëerde coach van de Sovjet-Unie.

## Carrière
Michajlova speelde haar gehele carrière voor Serp i Molot Moskou, (Hamer en Sikkel Moskou). Met die club werd ze één keer derde om het landskampioenschap van de Sovjet-Unie in 1962. Met RSFSR Moskou werd ze in 1959 landskampioen van de Sovjet-Unie op de Spartakiad van de Volkeren van de USSR.
Met het nationale team van de Sovjet-Unie won Michajlova goud in 1959, 1964 en 1967 en zilver in 1957 op het Wereldkampioenschap en drie keer goud op het Europees Kampioenschap in 1960, 1964 en 1966 en zilver in 1958.
In 1972 tot 1974 was ze hoofdcoach bij Serp i Molot Moskou.

## Erelijst
- Landskampioen Sovjet-Unie: 1
  - Winnaar: 1959
  - Derde: 1962
- Wereldkampioenschap: 3
  - Goud: 1959, 1964, 1967
  - Zilver: 1957
- Europees Kampioenschap: 3
  - Goud: 1960, 1964, 1966
  - Zilver: 1958